# Hybomitra alticola
Hybomitra alticola är en tvåvingeart som beskrevs av Wang 1981. Hybomitra alticola ingår i släktet Hybomitra och familjen bromsar. Inga underarter finns listade i Catalogue of Life.